# 17269 Діксміт
17269 Діксміт (17269 Dicksmith) — астероїд головного поясу, відкритий 3 червня 2000 року.
Тіссеранів параметр щодо Юпітера — 3,341.